# 29568 Gobbi-Belcredi
29568 Gobbi-Belcredi (tên chỉ định: 1998 FG16) là một tiểu hành tinh vành đai chính. Nó được phát hiện ở Đài Quan sát San Vittore ở Bologna, Italy, ngày 25 tháng 3 năm 1998. Nó được đặt theo tên Gerolamo Gobbi-Belcredi, nhà vũ trụ vật lý học Ý thế kỉ thứ 19.